# Lepidostoma xylochos
Lepidostoma xylochos är en nattsländeart som först beskrevs av Arturs Neboiss 1991.  Lepidostoma xylochos ingår i släktet Lepidostoma och familjen kantrörsnattsländor. Inga underarter finns listade i Catalogue of Life.